# Prostitución en Uganda
La prostitución en Uganda es ilegal, según estipula su Código Penal de 1950. Pese a tal situación administrativa, la realidad es que dicha actividad está muy extendida. Muchos recurren a la prostitución debido a la pobreza y a la falta de otras oportunidades. Un estudio realizado en 2008 entre profesores de Kampala, capital del país, demostró que éstos recurrían a la prostitución para aumentar sus ingresos. El tráfico sexual, el VIH, y la prostitución infantil son problemas en el país. En 2017, la Comisión del Sida de Uganda (UAC) estimó que 570 mujeres de entre 15 y 24 años contraían el VIH cada semana, una media de más de 81 al día.

## Situación actual
En 2003, las autoridades ugandesas ordenaron a las trabajadoras del sexo que pagaran un impuesto de 9 000 chelines de Uganda (2,18 euros) para poder ejercer en Malaba. Ese mismo año, diputados ugandeses se reunieron con trabajadoras del sexo que estaban preocupadas por el "acoso policial" y afirmaban que era injusto que los agentes de policía detuvieran a las trabajadoras del sexo mientras esperaban a los clientes.
Las prostitutas ejercen su actividad en el centro de Kampala. Antes de la Reunión de Jefes de Gobierno de la Mancomunidad de Naciones de 2007 en la ciudad, las prostitutas fueron trasladadas fuera del centro a zonas designadas en los suburbios.
En 2016 estalló la violencia en Kampala entre prostitutas ugandesas y kenianas. Las prostitutas keniatas cobraban un precio bajo, y las ugandesas estaban enfadadas porque las keniatas se estaban llevando todo su comercio. Los líderes locales intervinieron para detener la pelea, y las kenianas aceptaron cobrar el mismo precio que las ugandesas. Dos kenianos resultaron heridos. En un intento de frenar la afluencia de prostitutas keniatas, las autoridades planearon cobrar una tasa de registro.
Lyantonde es una ciudad parada de camiones y la principal parada en la carretera principal de Kampala a Kigali, capital de Ruanda. Hay muchas prostitutas en la ciudad para atender las necesidades de los camioneros. La zona registra la mayor tasa de VIH del país, casi el doble de la media nacional.

## Prevalencia del VIH
Uganda se encuentra entre los diez países con mayores tasas de prevalencia del VIH. Los profesionales del sexo constituyen un grupo de alto riesgo. En 2013 tenían una tasa de prevalencia del 34,2 %. Incluso en Kampala, donde la infección por el VIH es la más alta del país, los clientes son reacios a utilizar preservativos y ofrecen una tarifa varias veces superior a la habitual por mantener relaciones sexuales sin protección.

## Tráfico sexual
Uganda es país de origen, tránsito y destino de mujeres y niños víctimas del tráfico sexual. Los menores son explotados en la prostitución. Los reclutadores captan a las mujeres y niñas de entre 13 y 24 años para el tráfico sexual interno, especialmente cerca de torneos deportivos y proyectos de construcción de carreteras. Una organización internacional informó de que la mayoría de las víctimas del tráfico interno son ugandesas. En 2017, con la redacción del apunte por el Departamento de Estado de los Estados Unidos, se identificaron víctimas ugandesas en países vecinos, como Kenia, Sudán del Sur y la República Democrática del Congo. Los niños sursudaneses de los asentamientos de refugiados del norte de Uganda son vulnerables a la trata.
Las mujeres jóvenes siguen siendo las más vulnerables a la trata transnacional, normalmente en busca de empleo como trabajadoras domésticas en Oriente Medio; a veces se recluta fraudulentamente a mujeres ugandesas para emplearlas y luego se las explota en la prostitución forzada. Las trabajadoras migrantes ugandesas son objeto de tráfico sexual en Emiratos Árabes Unidos, Arabia Saudí, Omán, Qatar, Kuwait, Irak, Irán, Egipto, Turquía y Argelia, principalmente. A pesar de que el gobierno prohibió por completo en 2016 que los ugandeses viajaran al extranjero para realizar trabajos domésticos, algunas agencias con o sin licencia eludieron esta prohibición enviando a ugandeses a través de Kenia y Tanzania.
Los tratantes, que parecen estar cada vez más organizados, suelen ser familiares o amigos de las víctimas, o pueden hacerse pasar por mujeres adineradas o reclutadores de mano de obra que prometen a ugandeses vulnerables trabajos bien remunerados en el extranjero o en las áreas metropolitanas de Uganda. Algunos traficantes amenazan con hacer daño a la familia de las víctimas o confiscan los documentos de viaje.
La Oficina de Vigilancia y Lucha contra la Trata de Personas del Departamento de Estado de los Estados Unidos clasificó en 2023 a Uganda como país de "nivel 2".